# NLite y vLite
nLite y vLite son aplicaciones freeware que crean CD con instalaciones personalizadas de Microsoft Windows 2000, XP, Server 2003, y Vista. nLite le permite a los usuarios personalizar y quitar componentes de su disco de instalación de Windows, integrar los paquetes de actualización, y automatizar el proceso de instalación incorporando de antemano la clave del producto, la contraseña del administrador y los ajustes regionales, o instalar programas de terceros automáticamente. El nLite soporta a Windows 2000, Windows Xp, Windows Server 2003 mientras que vLite está hecho para Windows Vista.
vLite trabaja parcialmente con Windows 7. Sin embargo, actualmente no hay planes para lanzar una versión de la aplicación especializada o actualizada para Windows 7.